# Saint-Martin-le-Beau
Pour les articles homonymes, voir Saint-Martin.
Saint-Martin-le-Beau est une commune française située dans le département d'Indre-et-Loire en région Centre-Val de Loire.
Ses habitants sont appelés les Saint-martinois.

## Géographie

### Localisation et paysages
Saint-Martin-le-Beau est située à 20 km à l'est de Tours, entre le Cher et la forêt d'Amboise.
| Montlouis-sur-Loire | Lussault-sur-Loire     | Amboise |
|                     | Saint-martin-le-Beau   | Dierre  |
| Azay-sur-Cher       | Le Cher Athée-sur-Cher |         |

### Hydrographie

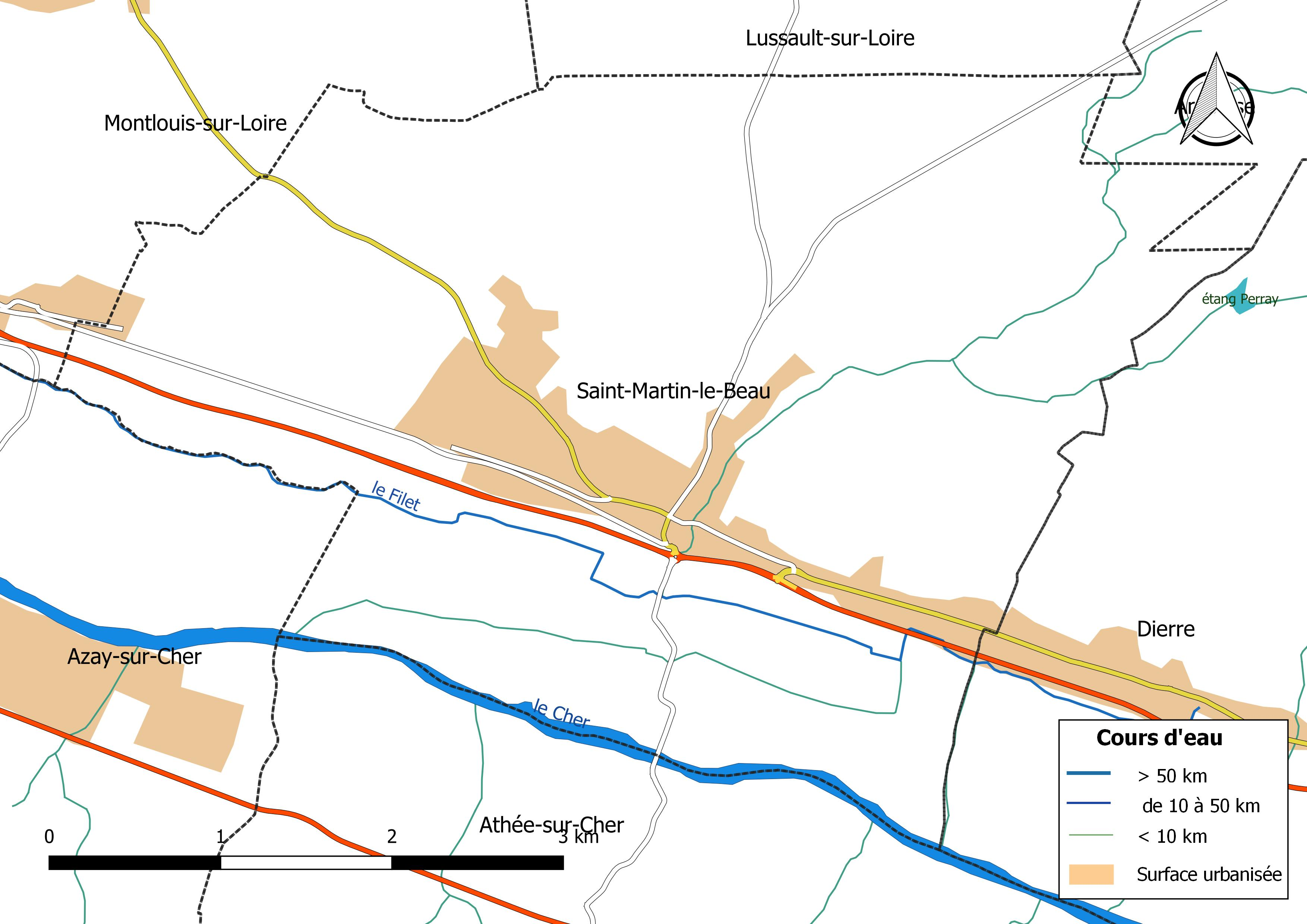
Réseau hydrographique de Saint-Martin-le-Beau.

La commune est bordée sur son flanc sud par le Cher (1,846 km) qui constitue sa limite communale. Le réseau hydrographique communal, d'une longueur totale de 16,89 km, comprend un autre cours d'eau notable, le Filet (4,553 km), et sept petits cours d'eau pour certains temporaires,.
Le Cher, d'une longueur totale de 365,5 km, prend sa source à 714 mètres d'altitude à Mérinchal, dans la Creuse et se jette dans la Loire à Villandry, à 40 m d'altitude, après avoir traversé 117 communes. Le Cher présente des fluctuations saisonnières de débit assez marquées. Sur le plan de la prévision des crues, la commune est située dans le tronçon du Cher tourangeau, dont la station hydrométrique de référence la plus proche est située à  Tours [Pont Saint Sauveur]. Le débit mensuel moyen (calculé sur 53 ans pour cette station) varie de 25,8 m3/s au mois d'août  à 192 m3/s au mois de février. Le débit instantané maximal observé sur cette station est de 1 000 m3/s le 24 mars 1988, la hauteur maximale relevée a été de 4,96 m le 5 juin 2016,.
Ce cours d'eau est classé dans les listes 1 et 2 au titre de l'article L. 214-17 du code de l'environnement sur le Bassin Loire-Bretagne. Au titre de la liste 1, aucune autorisation ou concession ne peut être accordée pour la construction de nouveaux ouvrages s'ils constituent un obstacle à la continuité écologique et le renouvellement de la concession ou de l'autorisation des ouvrages existants est subordonné à des prescriptions permettant de maintenir le très bon état écologique des eaux. Au titre de la liste 2, tout ouvrage doit être géré, entretenu et équipé selon des règles définies par l'autorité administrative, en concertation avec le propriétaire ou, à défaut, l'exploitant,. 
Sur le plan piscicole, le Cher est classé en deuxième catégorie piscicole. Le groupe biologique dominant est constitué essentiellement de poissons blancs (cyprinidés) et de carnassiers (brochet, sandre et perche).
Le Filet, d'une longueur totale de 19,6 km, prend sa source dans la commune de Dierre et se jette dans le Cher à Tours, après avoir traversé 10 communes. 
Ce cours d'eau est classé dans la liste 1 au titre de l'article L. 214-17 du code de l'environnement sur le Bassin Loire-Bretagne. Du fait de ce classement, aucune autorisation ou concession ne peut être accordée pour la construction de nouveaux ouvrages s'ils constituent un obstacle à la continuité écologique et le renouvellement de la concession ou de l'autorisation des ouvrages existants est subordonné à des prescriptions permettant de maintenir le très bon état écologique des eaux. 
Sur le plan piscicole, le Filet est également classé en deuxième catégorie piscicole.
Trois zones humides ont été répertoriées sur la commune par la direction départementale des territoires (DDT) et le conseil départemental d'Indre-et-Loire : « les Communs », « la vallée du Ruisseau de Battereau et ses étangs » et « la vallée du Ruisseau du Filet »,.

### Climat
Pour des articles plus généraux, voir Climat du Centre-Val de Loire et Climat d'Indre-et-Loire.
En 2010, le climat de la commune est de type climat océanique dégradé des plaines du Centre et du Nord, selon une étude du CNRS s'appuyant sur une série de données couvrant la période 1971-2000. En 2020, Météo-France publie une typologie des climats de la France métropolitaine dans laquelle la commune est exposée à un climat océanique altéré et est dans la région climatique  Moyenne vallée de la Loire, caractérisée par une bonne insolation (1 850 h/an) et un été peu pluvieux. 
Pour la période 1971-2000, la température annuelle moyenne est de 11,5 °C, avec une amplitude thermique annuelle de 15 °C. Le cumul annuel moyen de précipitations est de 703 mm, avec 11,1 jours de précipitations en janvier et 6,9 jours en juillet. Pour la période 1991-2020, la température moyenne annuelle observée sur la station météorologique de Météo-France la plus proche, « Amboise - Lycée », sur la commune d'Amboise à 8 km à vol d'oiseau, est de 12,2 °C et le cumul annuel moyen de précipitations est de 711,0 mm,. Pour l'avenir, les paramètres climatiques de la commune estimés pour 2050 selon différents scénarios d'émission de gaz à effet de serre sont consultables sur un site dédié publié par Météo-France en novembre 2022.

## Urbanisme

### Typologie
Au 1er janvier 2024, Saint-Martin-le-Beau est catégorisée bourg rural, selon la nouvelle grille communale de densité à sept niveaux définie par l'Insee en 2022.
Elle appartient à l'unité urbaine de Tours, une agglomération intra-départementale regroupant 38  communes, dont elle est une commune de la banlieue,,. Par ailleurs la commune fait partie de l'aire d'attraction de Tours, dont elle est une commune de la couronne,. Cette aire, qui regroupe 162 communes, est catégorisée dans les aires de 200 000 à moins de 700 000 habitants,.

### Occupation des sols
L'occupation des sols de la commune, telle qu'elle ressort de la base de données européenne d’occupation biophysique des sols Corine Land Cover (CLC), est marquée par l'importance des territoires agricoles (56,4 % en 2018), en diminution par rapport à 1990 (61,5 %). La répartition détaillée en 2018 est la suivante : 
forêts (30,2 %), cultures permanentes (28 %), terres arables (12,2 %), zones urbanisées (11,7 %), zones agricoles hétérogènes (10,9 %), prairies (5,3 %), eaux continentales (1,7 %). L'évolution de l’occupation des sols de la commune et de ses infrastructures peut être observée sur les différentes représentations cartographiques du territoire : la carte de Cassini (XVIIIe siècle), la carte d'état-major (1820-1866) et les cartes ou photos aériennes de l'IGN pour la période actuelle (1950 à aujourd'hui).

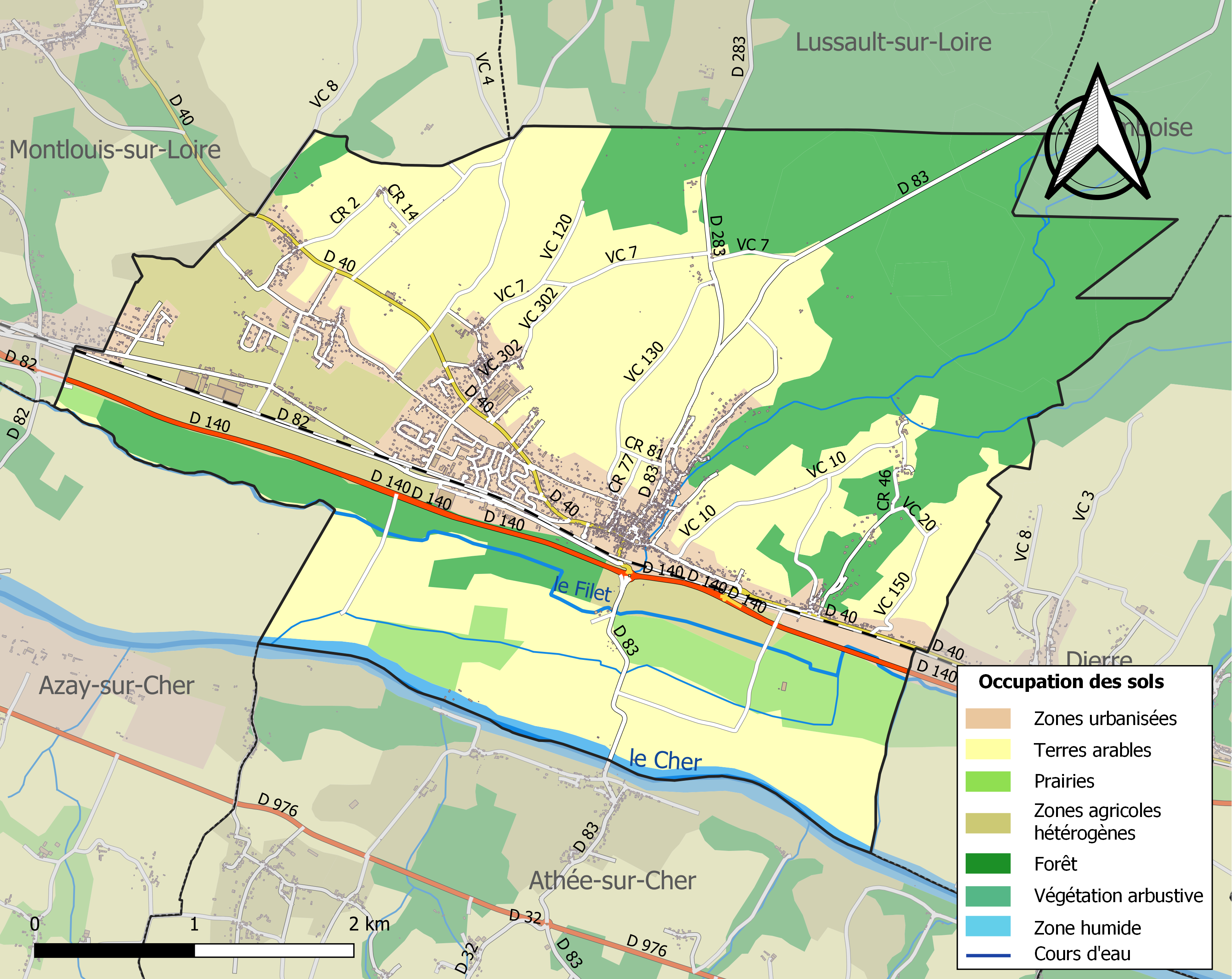
Carte des infrastructures et de l'occupation des sols de la commune en 2018 (CLC).

### Risques majeurs
Le territoire de la commune de Saint-Martin-le-Beau est vulnérable à différents aléas naturels : météorologiques (tempête, orage, neige, grand froid, canicule ou sécheresse), inondations et séisme (sismicité faible). Un site publié par le BRGM permet d'évaluer simplement et rapidement les risques d'un bien localisé soit par son adresse soit par le numéro de sa parcelle.
Certaines parties du territoire communal sont susceptibles d’être affectées par le risque d’inondation par débordement de cours d'eau, notamment le Cher et le Filet. La commune a été reconnue en état de catastrophe naturelle au titre des dommages causés par les inondations et coulées de boue survenues en 1982, 1999, 2001, 2016 et 2018,.

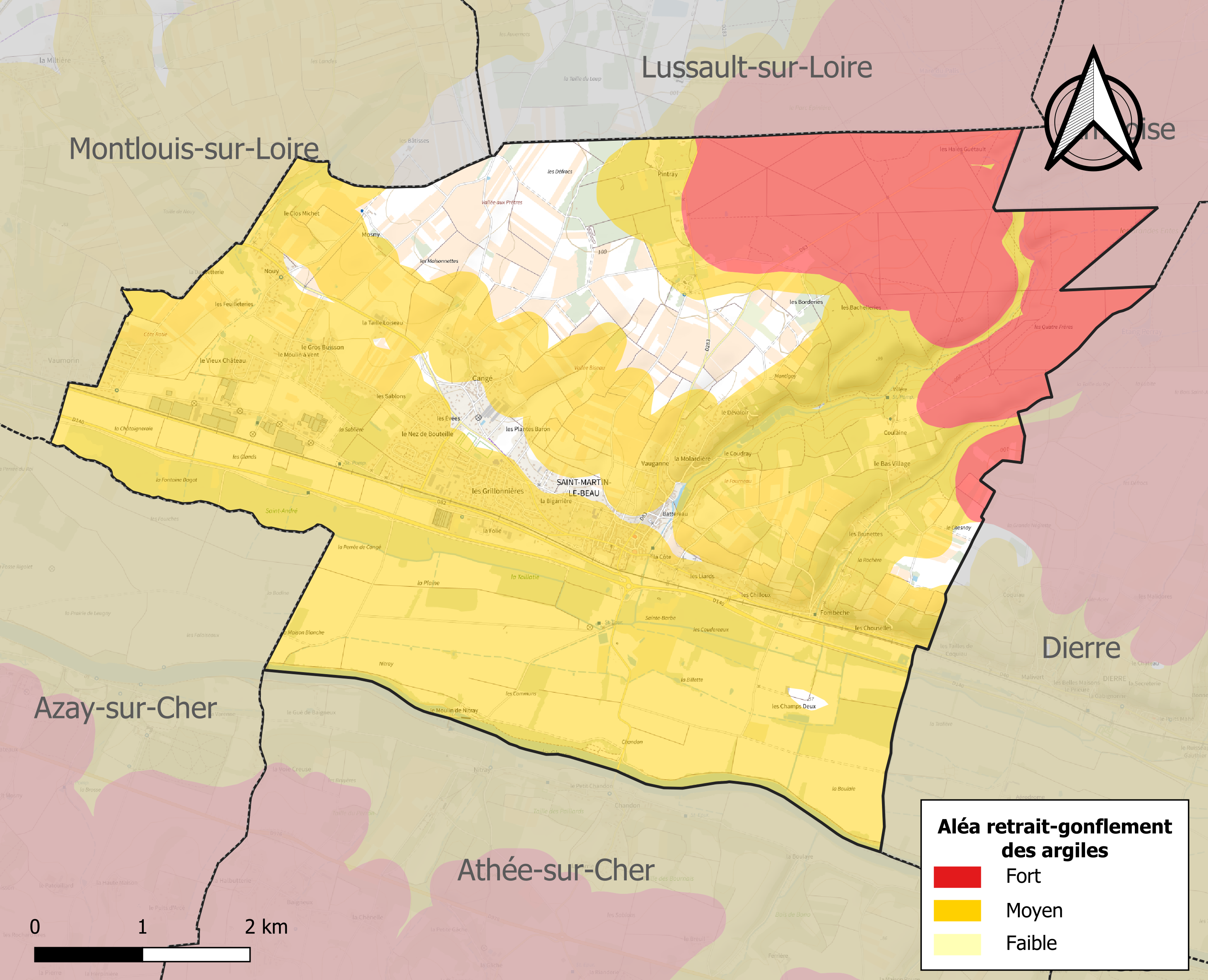
Carte des zones d'aléa retrait-gonflement des sols argileux de Saint-Martin-le-Beau.

Le retrait-gonflement des sols argileux est susceptible d'engendrer des dommages importants aux bâtiments en cas d’alternance de périodes de sécheresse et de pluie. 86,8 % de la superficie communale est en aléa moyen ou fort (90,2 % au niveau départemental et 48,5 % au niveau national). Sur les 1 369 bâtiments dénombrés sur la commune en 2019, 1221 sont en aléa moyen ou fort, soit 89 %, à comparer aux 91 % au niveau départemental et 54 % au niveau national. Une cartographie de l'exposition du territoire national au retrait gonflement des sols argileux est disponible sur le site du BRGM,.
Concernant les mouvements de terrains, la commune a été reconnue en état de catastrophe naturelle au titre des dommages causés par la sécheresse en 1990, 1991, 1992, 1993 et 2011 et par des mouvements de terrain en 1999 et 2013.

## Toponymie
Le nom de la localité est attesté sous la forme latinisée Sanctus Martinus de Bello au XIe siècle.
Il s'agit d'une des nombreuses communes françaises dont l'église est consacrée à saint Martin et dont elle a pris le nom. La légende locale n'a certainement aucun fondement étant donné la fréquence de cette dédicace en France.
Lors de la Révolution française, la commune porta provisoirement le nom de Le Beau-sur-Cher.

## Histoire
Selon une légende, Saint-Martin-le-Beau remonte aux incursions des Vikings : une bataille sanglante aurait opposé en 903 les Tourangeaux aux hommes du Nord, après que ces derniers ont miraculeusement fui Tours à la vue du reliquaire de saint Martin. Pour rendre grâce à celui-ci, les Tourangeaux victorieux bâtirent une chapelle en son honneur.
En 1044 eut lieu la bataille de Nouy, situé sur la commune, entre  Thibaud III de Blois et Geoffroy II Martel qui fit tomber la Touraine dans le giron de l'Anjou.
La chapelle d'origine fut remplacée par une église romane au XIIe siècle, agrandie ensuite au XVIe siècle. Le 17 avril 2015, l'église est fortement endommagée à la suite d'un incendie volontaire. Réparée, elle rouvre au culte en septembre 2019.
Durant l'Occupation, la ville se trouvait sur la ligne de démarcation. Raymonde Sergent, qui tenait un café dans le village, fit passer la ligne à des dizaines de personnes. Arrêtée, elle fut déportée à Auschwitz où elle mourut en mai 1943.

### Héraldique
| Blason de Saint-Martin-le-Beau | Les armes de Saint-Martin-le-Beau se blasonnent ainsi : De gueules à la châsse de Saint Martin d'or posée sur un brancard du même, à la champagne cousue de sinople chargée d'une grappe de raisin tigée et feuillée aussi d'or. |

## Politique et administration

### Tendances politiques et résultats
| Scrutin             | Scrutin             | 1er tour | 1er tour | 1er tour | 1er tour | 1er tour | 1er tour | 1er tour | 1er tour  | 1er tour | 1er tour | 1er tour | 1er tour | 2d tour | 2d tour | 2d tour | 2d tour | 2d tour | 2d tour |
| Scrutin             | Scrutin             | 1er      | 1er      | %        | 2e       | 2e       | %        | 3e       | 3e        | %        | 4e       | 4e       | %        | 1er     | 1er     | %       | 2e      | 2e      | %       |
| ------------------- | ------------------- | -------- | -------- | -------- | -------- | -------- | -------- | -------- | --------- | -------- | -------- | -------- | -------- | ------- | ------- | ------- | ------- | ------- | ------- |
| Présidentielle 2017 | Présidentielle 2017 |          | EM       | 22,80    |          | FN       | 22,08    |          | LFI       | 20,17    |          | LR       | 18,94    |         | EM      | 64,10   |         | FN      | 35,90   |
| Présidentielle 2022 | Présidentielle 2022 |          | LREM     | 30,82    |          | RN       | 25,14    |          | LFI       | 16,93    |          | REC      | 5,46     |         | LREM    | 57,17   |         | RN      | 42,83   |
| Législatives 2022   | 2e                  |          | RE-Ens   | 29,79    |          | RN       | 26,06    |          | LFI-Nupes | 25,57    |          | DVD      | 5,76     |         | RE      | 54,52   |         | LFI     | 45,48   |
| Législatives 2024   | 2e                  |          | RN       | 34,81    |          | RE-Ens   | 34,57    |          | LFI-NFP   | 21,81    |          | LR       | 6,20     |         | RE      | 61,50   |         | RN      | 38,50   |

## Population et société

### Démographie
L'évolution du nombre d'habitants est connue à travers les recensements de la population effectués dans la commune depuis 1793. Pour les communes de moins de 10 000 habitants, une enquête de recensement portant sur toute la population est réalisée tous les cinq ans, les populations de référence des années intermédiaires étant quant à elles estimées par interpolation ou extrapolation. Pour la commune, le premier recensement exhaustif entrant dans le cadre du nouveau dispositif a été réalisé en 2006.

En 2022, la commune comptait 3 193 habitants, en évolution de +1,43 % par rapport à 2016 (Indre-et-Loire : +1,67 %, France hors Mayotte : +2,11 %).
| 1793  | 1800  | 1806  | 1821  | 1831  | 1836  | 1841  | 1846  | 1851  |
| ----- | ----- | ----- | ----- | ----- | ----- | ----- | ----- | ----- |
| 1 206 | 1 298 | 1 323 | 1 445 | 1 406 | 1 422 | 1 345 | 1 353 | 1 379 |

| 1856  | 1861  | 1866  | 1872  | 1876  | 1881  | 1886  | 1891  | 1896  |
| ----- | ----- | ----- | ----- | ----- | ----- | ----- | ----- | ----- |
| 1 340 | 1 341 | 1 297 | 1 323 | 1 331 | 1 368 | 1 408 | 1 296 | 1 288 |

| 1901  | 1906  | 1911  | 1921  | 1926  | 1931  | 1936  | 1946  | 1954  |
| ----- | ----- | ----- | ----- | ----- | ----- | ----- | ----- | ----- |
| 1 207 | 1 239 | 1 212 | 1 133 | 1 127 | 1 030 | 1 067 | 1 159 | 1 130 |

| 1962  | 1968  | 1975  | 1982  | 1990  | 1999  | 2006  | 2011  | 2016  |
| ----- | ----- | ----- | ----- | ----- | ----- | ----- | ----- | ----- |
| 1 106 | 1 220 | 1 403 | 2 051 | 2 427 | 2 481 | 2 606 | 2 985 | 3 148 |

| 2021  | 2022  | - | - | - | - | - | - | - |
| ----- | ----- | - | - | - | - | - | - | - |
| 3 181 | 3 193 | - | - | - | - | - | - | - |

### Enseignement
Saint-Martin-le-Beau se situe dans l'Académie d'Orléans-Tours (Zone B) et dans la circonscription de Saint-Pierre-des-Corps.
L'école maternelle Dolto et l'école élémentaire La Bergeronnerie accueillent les élèves de la commune.

## Culture et patrimoine

### Lieux et monuments
- Manoir de Thomas Bohier
- Barrage de Nitray, établi sur le Cher en 1841 pour en réguler le débit et favoriser la circulation fluviale.

### Personnalités liées à la commune

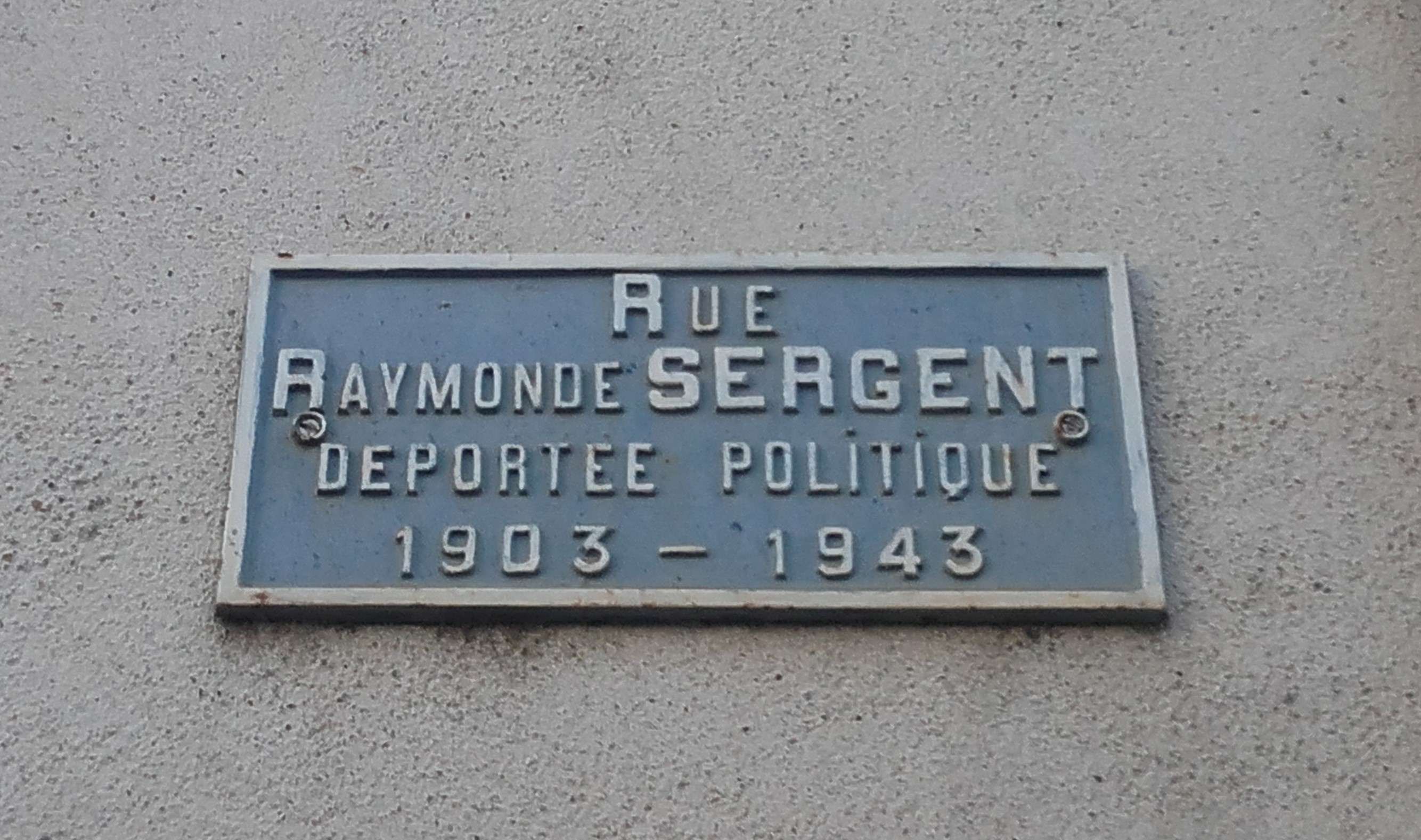
Plaque de rue en l'honneur de Raymonde Sergent.

- Plaque de rue en l'honneur de Raymonde Sergent.Raymonde Sergent, née Delalande, y est née en 1903, dans une famille d'agriculteurs. En 1928, elle y prend, avec son mari Paul Sergent, le café-hôtel de l'Union, après avoir travaillé plusieurs années avec lui dans des restaurants ouvriers parisiens. Pendant la Seconde Guerre mondiale, alors que son mari a été fait prisonnier, elle entre dans la Résistance, faisant passer des clandestins en zone libre. Les Allemands l'arrêtent une première fois en 1941, mais la libèrent faute de preuves, puis deux fois en 1942. La troisième est la dernière : elle sera déportée le 24 janvier 1943 du camp de transit de Compiègne vers Auschwitz. Ce convoi du 24 janvier 1943 fut un double transport emmenant vers des camps de concentration et d'extermination nazis : 230 femmes, comptant parmi les « 31 000 »[44] et 1 466 hommes, parmi les « 45 000 »[44]. Raymonde Sergent meurt à Auschwitz en 1943.

Une rue de son village natal porte maintenant son nom.
- Georges Calzant, né à Saint-Martin-le-Beau en 1897.
- Josep Tarradellas i Joan président de la Généralité de Catalogne en exil jusqu'en 1977.